# Zanele Situ
Ntombizanele Situ (née le 19 janvier 1971 à Kokstad et morte le 2 novembre 2023), mieux connue sous le nom de Zanele Situ, est une athlète handisport sud-africaine concourant principalement dans les épreuves de lancer de la catégorie F54 (position assise). Spécialisée dans le lancer du javelot, Situ est deux fois médaillée d'or aux Jeux paralympiques et aux Championnats du monde et est la première sportive noire sud-africaine à remporter une médaille d'or paralympique.

## Biographie
Situ est née à Kokstad, en Afrique du Sud, en 1971,. À l'âge de douze ans, elle subit une faiblesse au niveau des jambes, qui entraîne une incapacité de marcher. Des examens médicaux ont permis de découvrir une infection tuberculeuse dans sa colonne vertébrale, la laissant dans un semi-coma de deux ans. Elle en sort avec une paralysie à partir de la quatrième vertèbre, l'obligeant à se déplacer en fauteuil roulant . Elle étudie ensuite dans la ville de Mthatha.
Situ commence sa carrière internationale en 1998, représentant l'Afrique du Sud aux Championnats du monde handisport à Birmingham, en Angleterre.
Elle participe aux épreuves de lancer de javelot et de lancer du disque, remportant la médaille d'or au javelot avec un jet de 14,45 mètres et la médaille de bronze au lancer du disque . Elle dispute alors les Jeux paralympiques d'été de 2000 à Sydney, où elle obtient une médaille d'or au javelot en catégories F52-54  et une médaille d'argent au lancer du disque dans les catégories F51-54. En prenant l'or à Sydney, elle devient la première sportive noire sud-africaine femme à remporter un titre paralympique. Deux ans plus tard, elle défend avec succès son titre mondial du javelot à Lille, mais termine seulement quatrième de ces Mondiaux au lancer du disque. En 2003, Situ reçoit l'Ordre d'Ikhamanga (argent) pour sa contribution au sport.
Deux ans plus tard à Athènes, Situ conserve son titre du lancer du javelot aux Jeux paralympiques d'été de 2004. Elle est reconnue par le Comité International Paralympique comme l'athlète féminine qui a le mieux incarné l'esprit des Jeux, recevant le Whang Youn Dai Achievement Award.
Après Athènes, Situ entre dans une période de disette, échouant à atteindre le podium aux Jeux paralympiques d'été de 2008 à Pékin. Elle revient aux premières places en 2011, obtenant la médaille de bronze du javelot aux Mondiaux de Chritchurch, mais l'émergence de concurrents de classe mondiale, tels que la Tunisienne Hania Aidi et la Chinoise Yang Liwan, fait de l'obtention de titres un challenge difficile. Aux Jeux paralympiques de 2012 à Londres, Situ fait un lancer du javelot à une distance de 16,22 mètres, mais elle doit se contenter de la quatrième place.
Entre les Jeux de 2012 et de 2016, Situ obtient deux autres médailles de bronze mondiales, à Lyon (2013) et à Doha (2015), en lancer de javelot. À Rio, aux Jeux paralympiques de 2016, Situ bat son record personnel au lancer de javelot avec un lancer de 17,90 mètres, sanctionné par une médaille de bronze. Elle est lors de ces Jeux porte-drapeau de la délégation brésilienne lors de la cérémonie d'ouverture.